# 合歡瀑布
合歡瀑布又稱合歡大瀑布，日治時期稱之為、，當時號稱「東亞第一大瀑布」，是台灣著名的高山大瀑布，位於合歡山南側、奇萊山西側、濁水溪上游霧社溪右岸支流米納肯溪匯流口附近、昆陽太魯閣國家公園界碑南方山腳約2.7公里處溪谷，行政區屬於南投縣仁愛鄉，由賽德克族德路固群布拉耀社（Burayau）原居地有舊步道通往。瀑布標高約1990公尺至1710公尺，分為上、中、下三段落差，總落差約280公尺，其中以約120公尺的上段落差最為壯觀。1896年日本參謀本部陸軍步兵中尉長野義虎經由八通關古道、關門古道東西來回橫斷中央山脈並攀登台灣最高峰玉山探險成功之後，台灣總督府軍務局陸軍部再派遣5支探險隊伍進行高山探勘，其中編為第2班的「中央橫斷隊」陸軍步兵大尉等一行十四人於1897年1月出發，進行中央山脈橫斷道路測量，在2月預計通過奇萊山時失聯，3月埔里撫墾署搜救隊在米納肯溪谷（日语：ミナッケン溪），即在合歡瀑布下方發現深堀等人遺物，證實遭襲擊遇害，是為「深堀大尉事件」。為紀念此事件，將此瀑布命名為。此事件為後續「人止關之役」、「姊妹原事件」、「太魯閣戰爭」、「霧社事件」等一連串日方與賽德克、太魯閣等族人衝突的肇始。為進行太魯閣戰爭的戰前形勢勘查，1910年，總督府蕃務本署測量技師野呂寧前往合歡山、奇萊山測量，此行觀測到了合歡瀑布高達近400尺（約120公尺），規模龐大，號稱「日本帝國第一大瀑布」。1916年總督府編纂的《臺灣名勝舊蹟誌》對其描述：合歡山南方山腳下托洛庫群布拉耀社約一里半（5.7公里），海拔約八千尺（2400公尺），瀑布幅寬約30尺（9公尺），高差大概1300尺（390公尺），素練，轟隆隆地水聲似不停的雷響從天而降，蓋海內無雙也。
戰後很少有關此合歡瀑布的記錄。現今登山、溯溪界所稱之「合歡大瀑布」，是指合歡山小風口下大甲溪上游流域的合歡溪再上溯的另外一座瀑布。

## 解
1. 1 2  轉寫日治文獻記載片假名，[1]為德路固語：瀑布之意。
2. ↑  根據《臺灣通用電子地圖【NLSC】》、《農航所（正射影像圖）》對照。
3. ↑  日本官方記載一行遭難的14人為本籍日本本土的成員，官方報告中另外有5位從當地部落徵用的嚮導、通譯、協作等人員也遭難。[3][4]另有南投弁務署埔里社支署的報告則記載探險隊一行18人。[5][6]